# 吉田仁人
吉田 仁人（よしだ じんと、1999年12月15日 - ）は、日本の俳優、歌手、ダンサー。若手男性アーティスト集団EBiDANのメンバーおよび、5人組ボーカルダンスユニットM!LKのリーダーを務めている。
鹿児島県霧島市出身。スターダストプロモーション制作3部所属。

## 略歴
4歳の頃からダンスを始めており、小学6年生の頃『EBiDAN』初のオーディションへ応募し、合格した事でスターダストへ入所する。

2014年11月24日、番組内オーディションを経て『M!LK』結成。
2021年11月24日、M!LKとしてシングルCD『Ribbon』でメジャーデビューした。
2023年4月より文化放送『レコメン！』木曜パーソナリティに就任。

## 人物
- 趣味はゴルフ・アメフト鑑賞・盆栽、特技はダンス・合気道（1級）・体操[2]。
- 食事や筆記は左利きだが、ゴルフは右打ちである。
- 両親と6歳年下の弟の4人家族[5]。母親とは誕生日が同じである[5]。
- ラジオを聴くことが好きで、特に「オードリーのオールナイトニッポン」と「King Gnu井口理のオールナイトニッポン」を気に入っている[6]。

## 出演

### 映画
- 彦とベガ（2014年製作、2016年公開）[7]
- Cycle-Cycle（2017年）- 主演[8]
- 斉木楠雄のΨ難（2017年10月21日、アスミック・エース）[9][10]
- シグナル100（2020年1月24日、東映） - 江崎大和 役[11]
- 女優は泣かない（2023年12月1日、マグネタイズ） - 園田勇治 役[12]

### 舞台
- ぱんきす！(2015年8月28日 - 30日）- ジントン 役[13]
- FINAL FANTASY BRAVE EXVIUS 幻影戦争 THE STAGE（2024年2月23日 - 3月3日、ヒューリックホール東京）- 主演・モント・リオニス 役[14][15]

### ウェブ連載
- 吉田仁人のごーしちごー（2020年6月17日 - 、M-ON!MUSIC）[16]
- 吉田仁人の映画と日常（2020年11月25日 - 2021年6月15日、DOKUSO映画館）[17]

### ソロライブ
- M!LK吉田仁人生誕祭（2017年12月15日、晴れたら空に豆まいて）[18]
- 吉田仁人生誕祭「せいじんと」（2019年12月21日、浅草花劇場)[19]
- 吉田仁人 23rd anniversary LIVE「Find Myself」（2022年12月10日、品川プリンスホテル クラブeX）

### テレビドラマ
- 三匹のおっさん2 第5話（2015年5月22日、テレビ東京）
- 素敵な選TAXI SPECIAL〜湯けむり連続選択肢〜（2016年4月5日、関西テレビ） - 修学旅行生（篠村） 役[20][21]
- ハロー張りネズミ 第6話（2017年8月18日、TBS） - 伊佐川良二（青年期） 役[22]
- ピーナッツバターサンドウィッチ（2020年4月3日 - 5月22日、毎日放送） - 金子慎 役[23]
- モトカレ←リトライ（2022年4月7日 - 5月26日、テレビ神奈川 他） - 山下和葉 役[24]
- あなたはだんだん欲しくなる（2022年7月7日 - 9月15日、BS-TBS） - 小野希 役[25]
- 帰らないおじさん 第9話（2022年12月1日、BS-TBS） - 小野希 役[26]
- とりあえずカンパイしませんか? 最終話（2023年3月2日 - 23日、テレビ東京）[27]
- スナック女子にハイボールを 第6話（2024年5月10日、中京テレビ） - 向井 役
- ROOM〜史上最悪の一期一会（2024年8月27日 - 9月24日、BS-TBS・BS-TBS 4K） - 氷室鈴郎 役[28]
- 迷子のわたしは、諦めることもうまくいかない（2024年12月29日、中京テレビ） - 杉内翔平 役[29]

### その他のテレビ番組
- ビットワールド（2013年2月1日、NHK Eテレ）- レン 役

### ネット配信ドラマ
- こんな未来は聞いてない!!（2018年9月29日 - 、FOD） - 十文字一 役[30]
- 伊佐の祓い屋三姉妹（2020年2月5日、鹿児島県伊佐市伊佐PR課公式YouTubeチャンネル） - 青年 役
- モトカレ←リトライ ~カノジョが知らない僕たちの本音~（2022年5月27日・6月3日、dTV） - 山下和葉 役[31]
- 覆面D（2022年10月 - 12月、ABEMA） - 星野寛太 役[32]

### ラジオ
- イマドキッ ドゥフドゥフ90分（パート3）（2021年10月5日 - 、MBSラジオ）
- レコメン!（2023年3月30日 -、文化放送）- 木曜パーソナリティ

### CM
ラジオ
- CHILLOUT（日本コカ・コーラ、2024年 - ）

## ディスコグラフィ
| 発売日        | 題名           | 楽曲 | 備考         |
| ------------- | -------------- | --- | ------------ |
| 2025年1月15日 | 藍             | 藍【作詞・作曲：吉田仁人、編曲：eimi】 | 配信シングル |
| 2025年8月4日  | さえない暮らし | 【全作詞・作曲：吉田仁人、編曲(特筆以外)：eimi】 1. ノスタルジア 2. ロータリー 3. オレンジ 4. 共同体【編曲：Yoshi・久保田真悟(Jazzin' park)】 | 配信限定EP   |